# Vũ Ninh (bộ)
Bộ Vũ Ninh hay Vũ Ninh bộ (chữ Hán: 武寧部) là đơn vị hành chính quản lý của bộ lạc thuộc vương quốc Văn Lang thời kỳ các Hùng Vương. Vùng đất tương đương các tỉnh Bắc Ninh, Hải Dương ngày nay.
Thánh Gióng hay gọi là Phù Đổng Thiên Vương sinh ra ở hương Phù Đổng, bộ Vũ Ninh là một trong bốn vị thánh bất tử trong tín ngưỡng dân gian Việt Nam (tứ bất tử). Người có công dẹp giặc Ân đem lại thái bình cho đất nước.
Thời loạn 12 sứ quân, ở đây là nơi chiếm đóng của 2 sứ quân Nguyễn Thủ Tiệp và Lý Khuê với các căn cứ ở Tiên Du và Thuận Thành. Sau khi đánh dẹp thứ sử châu Vũ Ninh là Dương Huy, Nguyễn Thủ Tiệp tự xưng là Vũ Ninh Vương.